# Amateur Athletic Association of Cyprus
La Amateur Athletic Association of Cyprus (ΚΟΕΑΣ, in greco Κυπριακή Ομοσπονδία Ερασιτεχνικού Αθλητισμού Στίβου?) è una federazione sportiva che ha il compito di promuovere la pratica dell'atletica leggera e coordinarne le attività dilettantistiche ed agonistiche a Cipro.
Fino al 1983, i club di atletica leggera di Cipro erano affiliati alla SEGAS greca.